# 中山愛梨
中山 愛梨（なかやま あいり、1983年6月25日 - ）は、日本の着エロ系グラビアアイドル。趣味は料理、バドミントン。血液型A型。身長157cm、B90(H)W55H84。
東京都出身。窪塚愛として「ヤングマガジン」の“カモン!ゲッチュー”コーナーで第1回グランプリを獲得するなどグラビアアイドルとして活躍していた。2005年4月から中山愛梨に改名。フィットワンに所属していた。

## 作品

### DVD
- DVD 窪塚 愛「Sweet Heart」（2004年11月19日）
- 本当にデカいHカップなDVD（2006年8月）吉沢萌、山本早織と競演
- EIGHT（2005年9月22日、レイフル）

## 出演
- グラビアの美少女（MONDO21）